# Espacio bornológico
En matemáticas, particularmente en análisis funcional, un espacio bornológico es un tipo de espacio que, en cierto sentido, posee la cantidad mínima de estructura necesaria para abordar cuestiones de acotación de conjuntos y aplicaciones lineales, de la misma manera que un espacio topológico posee la cantidad mínima de estructura necesaria para abordar cuestiones sobre continuidad.
Los espacios bornológicos se distinguen por la propiedad de que una aplicación lineal desde un espacio bornológico a cualquier espacio localmente convexo es continua si y solo si es un operador lineal acotado.
Los espacios bornológicos fueron estudiados por primera vez por George Mackey, y el nombre fue acuñado por Bourbaki en referencia a la palabra francesa "borné", con el significado de acotado.

## Bornologías y aplicaciones acotadas
Una bornología en un conjunto {\displaystyle X} es una colección {\displaystyle {\mathcal {B}}} de subconjuntos de {\displaystyle X} que satisfacen todas las condiciones siguientes:
1. {\displaystyle {\mathcal {B}}} recubre {\displaystyle X;}, es decir, {\displaystyle X=\cup {\mathcal {B}}};
2. {\displaystyle {\mathcal {B}}} es estable bajo inclusiones; es decir, si {\displaystyle B\in {\mathcal {B}}} y {\displaystyle A\subseteq B,} entonces {\displaystyle A\in {\mathcal {B}}};
3. {\displaystyle {\mathcal {B}}} es estable bajo uniones finitas; es decir, si {\displaystyle B_{1},\ldots ,B_{n}\in {\mathcal {B}}} entonces {\displaystyle B_{1}\cup \cdots \cup B_{n}\in {\mathcal {B}}};

Los elementos de la colección {\displaystyle {\mathcal {B}}} se denominan {\displaystyle {\mathcal {B}}}- o simplemente conjuntos acotados si se sobrentiende la existencia de {\displaystyle {\mathcal {B}}}.
El par {\displaystyle (X,{\mathcal {B}})} se denomina estructura acotada  o conjunto bornológico.
Una  base  o sistema fundamental de una bornología {\displaystyle {\mathcal {B}}} es un subconjunto {\displaystyle {\mathcal {B}}_{0}} de {\displaystyle {\mathcal {B}}} tal que cada elemento de {\displaystyle {\mathcal {B}}} es un subconjunto de algún elemento de {\displaystyle {\mathcal {B}}_{0}.} Dada una colección {\displaystyle {\mathcal {S}}} de subconjuntos de {\displaystyle X,} la bornología más pequeña que contiene {\displaystyle {\mathcal {S}}} se denomina bornología generada por {\displaystyle {\mathcal {S}}.}
Si {\displaystyle (X,{\mathcal {B}})} e {\displaystyle (Y,{\mathcal {C}})} son conjuntos bornológicos, entonces su producto de la bornología en {\displaystyle X\times Y} es la bornología que tiene como base la colección de todos los conjuntos con la forma {\displaystyle B\times C,} donde {\displaystyle B\in {\mathcal {B}}} y {\displaystyle C\in {\mathcal {C}}.}
Un subconjunto de {\displaystyle X\times Y} está acotado en la bornología del producto si y solo si su imagen bajo las proyecciones canónicas sobre {\displaystyle X} e {\displaystyle Y} están acotadas.

### Aplicaciones acotadas
Si {\displaystyle (X,{\mathcal {B}})} e {\displaystyle (Y,{\mathcal {C}})} son conjuntos bornológicos, entonces se dice que una función {\displaystyle f:X\to Y} es una aplicación localmente acotada o una aplicación acotada' (con respecto a estas bornologías) si asigna subconjuntos acotados {\displaystyle {\mathcal {B}}} de {\displaystyle X} a subconjuntos acotados {\displaystyle {\mathcal {C}}} de {\displaystyle Y,} es decir, si {\displaystyle f({\mathcal {B}})\subseteq {\mathcal {C}}.}
Si además {\displaystyle f} es una biyección y {\displaystyle f^{-1}} también está acotado, entonces {\displaystyle f} se denomina isomorfismo bornológico.

## Bornologías vectoriales
Sea {\displaystyle X} un espacio vectorial sobre un cuerpo {\displaystyle \mathbb {K} ,} donde {\displaystyle \mathbb {K} } tiene una bornología {\displaystyle {\mathcal {B}}_{\mathbb {K} }.}
Una bornología {\displaystyle {\mathcal {B}}} en {\displaystyle X} se denomina bornología vectorial en {\displaystyle X} si es estable ante la suma de vectores, la multiplicación escalar y la formación de envolventes equilibradas (es decir, si la suma de dos conjuntos acotados está acotada, etc.).
Si {\displaystyle X} es un espacio vectorial topológico (EVT) y {\displaystyle {\mathcal {B}}} es una bornología en {\displaystyle X,} entonces, las siguientes expresiones son equivalentes:
1. {\displaystyle {\mathcal {B}}} es una bornología vectorial.
2. Las sumas finitas y las envolventes equilibradas de conjuntos acotados por {\displaystyle {\mathcal {B}}} están acotadas por {\displaystyle {\mathcal {B}}}.[2]
3. La aplicación multiplicación escalar {\displaystyle \mathbb {K} \times X\to X} definida por {\displaystyle (s,x)\mapsto sx} y la aplicación suma {\displaystyle X\times X\to X} definida por {\displaystyle (x,y)\mapsto x+y,} están acotadas cuando sus dominios portan sus bornologías de producto (es decir, asignan subconjuntos acotados a subconjuntos acotados).[2]

Una bornología vectorial {\displaystyle {\mathcal {B}}} se llama bornología vectorial convexa si es estable bajo la formación de envolventes convexas (es decir, la envolvente convexa de un conjunto acotado está acotada), entonces {\displaystyle {\mathcal {B}}.}
Y una bornología vectorial {\displaystyle {\mathcal {B}}} se llama separada si el único subespacio vectorial acotado de {\displaystyle X} es el espacio trivial de dimensión 0 {\displaystyle \{0\}.}
Generalmente, {\displaystyle \mathbb {K} } son los números reales o los complejos, en cuyo caso una bornología vectorial {\displaystyle {\mathcal {B}}} sobre {\displaystyle X} se llamará bornología vectorial convexa si {\displaystyle {\mathcal {B}}} tiene una base que consta de conjuntos convexos.

### Subconjuntos bornívoros
Un subconjunto {\displaystyle A} de {\displaystyle X} se llama bornívoro y un bornívoro  si es absorbente respecto a cada conjunto acotado.
En una bornología vectorial, {\displaystyle A} es bornívoro si absorbe todos los conjuntos equilibrados acotados y en una bornología vectorial convexa, {\displaystyle A} es bornívoro si absorbe todos los discos acotados.
Dos topologías EVT en el mismo espacio vectorial tienen los mismos subconjuntos acotados si y solo si tienen los mismos bornívoros.
Cada subconjunto bornívoro de un espacio vectorial topológico metrizable localmente convexo es un entorno del origen.

#### Convergencia de Mackey
Se dice que una secuencia {\displaystyle x_{\bullet }=(x_{i})_{i=1}^{\infty }} en un EVT {\displaystyle X} es convergente de Mackey a {\displaystyle 0} si existe una secuencia de números reales positivos {\displaystyle r_{\bullet }=(r_{i})_{i=1}^{\infty }} que divergen a {\displaystyle \infty } de modo que {\displaystyle (r_{i}x_{i})_{i=1}^{\infty }} converge a {\displaystyle 0} en {\displaystyle X.}

### Bornología de un espacio vectorial topológico
Cada espacio vectorial topológico {\displaystyle X,} al menos en un cuerpo valorado no discreto da una bornología en {\displaystyle X} al definir un subconjunto {\displaystyle B\subseteq X} como acotado (o acotado de von-Neumann), si y solo si para todos los conjuntos abiertos {\displaystyle U\subseteq X} que contienen el cero existe un {\displaystyle r>0} con {\displaystyle B\subseteq rU.}
Si {\displaystyle X} es un espacio vectorial topológico localmente convexo, entonces {\displaystyle B\subseteq X} está acotado si y solo si todas las seminormas continuas en {\displaystyle X} están acotadas en {\displaystyle B.}
El conjunto de todos los subconjuntos acotados de un espacio vectorial topológico {\displaystyle X} se llama la bornología  o la bornología de von Neumann de {\displaystyle X.}
Si {\displaystyle X} es un espacio localmente convexo, entonces un disco absorbente {\displaystyle D} en {\displaystyle X} es bornívoro (respectivamente, infrabornívoro) si y solo si su funcional de Minkowski está localmente acotado (respectivamente, infraacotado).

### Topología inducida
Si {\displaystyle {\mathcal {B}}} es una bornología vectorial convexa en un espacio vectorial {\displaystyle X,} entonces la colección {\displaystyle {\mathcal {N}}_{\mathcal {B}}(0)} de todos los subconjuntos convexos equilibrados de {\displaystyle X} que son bornívoros forma una base de entornos en el origen de una topología localmente convexa en {\displaystyle X} llamada topología inducida por {\displaystyle {\mathcal {B}}}.
Si {\displaystyle (X,\tau )} es un EVT, entonces el espacio bornológico asociado con {\displaystyle X} es el espacio vectorial {\displaystyle X} dotado de la topología localmente convexa inducida por la bornología de von Neumann de {\displaystyle (X,\tau ).}.
| Teorema Sean {\displaystyle X} e {\displaystyle Y} EVTs localmente convexos, y {\displaystyle X_{b}} denota a {\displaystyle X} dotado de la topología inducida por la bornología de von Neumann de {\displaystyle X.} Defínase {\displaystyle Y_{b}} de manera similar. Entonces, una aplicación lineal {\displaystyle L:X\to Y} es un operador lineal acotado si y solo si {\displaystyle L:X_{b}\to Y} es continuo. Además, si {\displaystyle X} es bornológico, {\displaystyle Y} es de Hausdorff y {\displaystyle L:X\to Y} es una aplicación lineal continua, entonces también lo es {\displaystyle L:X\to Y_{b}.} Si además {\displaystyle X} también es ultrabornológico, entonces la continuidad de {\displaystyle L:X\to Y} implica la continuidad de {\displaystyle L:X\to Y_{ub},} donde {\displaystyle Y_{ub}} es el espacio ultrabornológico asociado con {\displaystyle Y.} |

## Espacios cuasi bornológicos
Los espacios cuasi bornológicos fueron introducidos por S. Iyahen en 1968.
Un espacio vectorial topológico (EVT) {\displaystyle (X,\tau )} con un espacio dual {\displaystyle X^{\prime }} se denomina espacio cuasi bornológico si se cumple alguna de las siguientes condiciones equivalentes:
1. Cada operador lineal acotado desde {\displaystyle X} hacia otro EVT es continuo.[6]
2. Todo operador lineal acotado desde {\displaystyle X} hacia un EVT metrizable completo es continuo.[6][7]
3. Cada nudo en una cuerda bornívora es un entorno del origen.[6]

Todo EVT pseudometrizable es cuasi bornológico.
Un EVT {\displaystyle (X,\tau )} en el que cada conjunto bornívoro es un entorno del origen es un espacio cuasi bornológico.
Si {\displaystyle X} es un EVT cuasi bornológico, entonces la topología localmente convexa más fina en {\displaystyle X} que es más gruesa que {\displaystyle \tau } convierte a {\displaystyle X} en un espacio bornológico localmente convexo.

### Espacio bornológico
En análisis funcional, un espacio localmente convexo es un espacio bornológico si su topología puede recuperarse de su bornología de forma natural.
Todo espacio cuasi bornológico localmente convexo es bornológico, pero existen espacios bornológicos que no son cuasi bornológicos.
Un espacio vectorial topológico (EVT) {\displaystyle (X,\tau )} con un espacio dual {\displaystyle X^{\prime }} se denomina espacio bornológico si es localmente convexo y se cumple cualquiera de las siguientes condiciones equivalentes:
1. Todo conjunto convexo, equilibrado y bornívoro en {\displaystyle X} es un entorno de cero.[4]
2. Cada operador lineal acotado desde {\displaystyle X} hacia un EVT localmente convexo es continuo.[4]
  - Recuérdese que un aplicación lineal está acotada si y solo si asigna cualquier sucesión que converja a {\displaystyle 0} en el dominio a un subconjunto acotado del codominio.[4] En particular, cualquier aplicación lineal que sea secuencialmente continua en el origen está acotada.
3. Todo operador lineal acotado desde {\displaystyle X} hacia un espacio seminormado es continuo.[4]
4. Todo operador lineal acotado desde {\displaystyle X} hacia un espacio de Banach es continuo.[4]

Si {\displaystyle X} es un espacio localmente convexo de Hausdorff, entonces se puede agregar a esta lista:
1. La topología localmente convexa inducida por la bornología de von Neumann en {\displaystyle X} es la misma que la topología dada de {\displaystyle \tau ,} {\displaystyle X}.
2. Todo espacio seminormado acotado en {\displaystyle X} es continuo.[4]
3. Cualquier otra topología de un espacio vectorial topológico localmente convexo de Hausdorff en {\displaystyle X} que tenga la misma bornología (de von Neumann) que {\displaystyle (X,\tau )} es necesariamente más gruesa que {\displaystyle \tau .}
4. {\displaystyle X} es el límite inductivo de espacios normados.[4]
5. {\displaystyle X} es el límite inductivo de los espacios normados {\displaystyle X_{D},} ya que {\displaystyle D} varía sobre los discos cerrados y acotados de {\displaystyle X} (o como {\displaystyle D} varía sobre los discos acotados de {\displaystyle X}).[4]
6. {\displaystyle X} porta la topología de Mackey {\displaystyle \tau (X,X^{\prime })} y todas las funciones lineales acotadas en {\displaystyle X} son continuas.[4]
7. {\displaystyle X} tiene las dos propiedades siguientes:
  - {\displaystyle X} es secuencial convexo o secuencial C, lo que significa que cada subconjunto convexo secuencialmente abierto de {\displaystyle X} es abierto.
  - {\displaystyle X} es bornológico secuencialmente o bornológico S, lo que significa que cada subconjunto convexo y bornívoro de {\displaystyle X} es secuencialmente abierto.

donde un subconjunto {\displaystyle A} de {\displaystyle X} se llama secuencialmente abierto si cada sucesión que converge a {\displaystyle 0} finalmente pertenece a {\displaystyle A.}

Todo operador lineal secuencialmente continuo desde un espacio bornológico localmente convexo hacia un EVT localmente convexo es continuo, donde debe recordarse que un operador lineal es secuencialmente continuo si y solo si es secuencialmente continuo en el origen.
Así, para aplicaciones lineales desde un espacio bornológico a un espacio localmente convexo, la continuidad es equivalente a la continuidad secuencial en el origen. De manera más general, se tiene el enunciado siguiente:
- Cualquier aplicación lineal {\displaystyle F:X\to Y} desde un espacio bornológico localmente convexo a un espacio localmente convexo {\displaystyle Y} que haga corresponder sucesiones nulas en {\displaystyle X} a subconjuntos acotados de {\displaystyle Y} es necesariamente continuo.

### Condiciones suficientes
| Teorema de Mackey-Ulam El producto de una colección {\displaystyle X_{\bullet }=(X_{i})_{i\in I}} de espacios bornológicos localmente convexos es bornológico si y solo si {\displaystyle I} no admite una medida de Ulam. |

Como consecuencia del teorema de Mackey-Ulam, "a todos los efectos prácticos, el producto de espacios bornológicos
es bornológico."
Los siguientes espacios vectoriales topológicos son todos bornológicos:
- Cualquier EVT pseudometrizable localmente convexo es bornológico.[4][10]
  - Por tanto, cada espacio vectorial normado y cada espacio de Fréchet es bornológico.
- Cualquier límite inductivo estricto de espacios bornológicos, en particular cualquier espacio LF estricto, es bornológico.
  - Esto demuestra que existen espacios bornológicos que no son metrizables.
- Un producto numerable de espacios bornológicos localmente convexos es bornológico.[11][10]
- Los cocientes de espacios bornológicos localmente convexos de Hausdorff son bornológicos.[10]
- La suma directa y el límite inductivo de los espacios bornológicos localmente convexos de Hausdorff son bornológicos.[10]
- Los espacios de Fréchet y de Montel tienen duales fuertes bornológicos.
- El dual fuerte de cada espacio de Fréchet reflexivo es bornológico.[12]
- Si el dual fuerte de un espacio localmente convexo metrizable es separable, entonces es bornológico.[12]
- Un subespacio vectorial de un espacio bornológico localmente convexo de Hausdorff {\displaystyle X} que tiene codimensión finita en {\displaystyle X} es bornológico.[4][10]
- La topología localmente convexa más fina en un espacio vectorial es bornológica.[4]

Contraejemplos
Existe un espacio LB bornológico cuyo bidual fuerte es no bornológico.
Un subespacio vectorial cerrado de un espacio bornológico localmente convexo no es necesariamente bornológico.
Existe un subespacio vectorial cerrado de un espacio bornológico localmente convexo que es completo (y por lo tanto, secuencialmente completo) pero no es barrilado ni es bornológico.
Los espacios bornológicos no necesitan ser barrilados y los espacios barrilados no necesitan ser bornológicos. Debido a que todo espacio ultrabornológico localmente convexo es barrilado, se deduce que un espacio bornológico no es necesariamente ultrabornológico.

### Propiedades
- El espacio dual fuerte de un espacio bornológico localmente convexo es completo.[4]
- Todo espacio bornológico localmente convexo es infrabarrilado.[4]
- Cada EVT bornológico secuencialmente completo de Hausdorff es ultrabornológico.[4]
  - Así, todo espacio bornológico completo de Hausdorff es ultrabornológico.
  - En particular, todo espacio de Fréchet es ultrabornológico.[4]
- El producto finito de espacios ultrabornológicos localmente convexos es ultrabornológico.[4]
- Todo espacio bornológico de Hausdorff es cuasi barrilado.[15]
- Dado un espacio bornológico {\displaystyle X} con espacio dual {\displaystyle X^{\prime },} la topología de {\displaystyle X} coincide con la topología de Mackey {\displaystyle \tau (X,X^{\prime }).}
  - En particular, los espacios bornológicos son espacios de Mackey.
- Cada espacio bornológico casi completo (es decir, todos los subconjuntos cerrados y acotados están completos) es barrilado. Existen, sin embargo, espacios bornológicos que no están cerrados.
- Todo espacio bornológico es el límite inductivo de los espacios normados (y de los espacios de Banach si el espacio también es casi completo).
- Sea {\displaystyle X} un espacio localmente convexo metrizable con {\displaystyle X^{\prime }.} su dual continuo. Entonces, los siguientes enunciados son equivalentes:
    1.  {\displaystyle \beta (X^{\prime },X)} es bornológico. 
  2.  {\displaystyle \beta (X^{\prime },X)} es cuasi barrilado. 
  3.  {\displaystyle \beta (X^{\prime },X)} es barrilado. 
  4.  {\displaystyle X} es un espacio distinguido.
- Si {\displaystyle L:X\to Y} es una aplicación lineal entre espacios localmente convexos y si {\displaystyle X} es bornológico, entonces las expresiones siguientes son equivalentes:
    1.  {\displaystyle L:X\to Y} es continua. 
  2.  {\displaystyle L:X\to Y} es secuencialmente continua.[4] 
  3.  Por cada conjunto {\displaystyle B\subseteq X} que está acotado en {\displaystyle X,} {\displaystyle L(B)} está acotada. 
  4.  Si {\displaystyle x_{\bullet }=(x_{i})_{i=1}^{\infty }} es una sucesión nula en {\displaystyle X}, entonces {\displaystyle L\circ x_{\bullet }=(L(x_{i}))_{i=1}^{\infty }} es una sucesión nula en {\displaystyle Y.} 
  5.  Si {\displaystyle x_{\bullet }=(x_{i})_{i=1}^{\infty }} es una sucesión nula convergente de Mackey en {\displaystyle X}, entonces {\displaystyle L\circ x_{\bullet }=(L(x_{i}))_{i=1}^{\infty }} es un subconjunto acotado de {\displaystyle Y.}
- Supóngase que {\displaystyle X} e {\displaystyle Y} son EVTs localmente convexos y que el espacio de aplicaciones lineales continuas {\displaystyle L_{b}(X;Y)} está dotado de la topología de convergencia uniforme en subconjuntos acotados de {\displaystyle X.} Si {\displaystyle X} es un espacio bornológico y si {\displaystyle Y} es completo, entonces {\displaystyle L_{b}(X;Y)} es un EVT completo.[4]
  - En particular, el dual fuerte de un espacio bornológico localmente convexo es completo.[4] Sin embargo, no es necesario que sea bornológico.

Subconjuntos
- En un espacio bornológico localmente convexo, cada conjunto bornívoro convexo {\displaystyle B} es un entorno de {\displaystyle 0} (no se requiere que {\displaystyle B} sea un disco).[4]
- Cada subconjunto bornívoro de un espacio vectorial topológico metrizable localmente convexo es un entorno del origen.[4]
- Los subespacios vectoriales cerrados del espacio bornológico no necesitan ser bornológicos.[4]

## Espacios ultrabornológicos
Un disco en un espacio vectorial topológico {\displaystyle X} se llama infrabornívoro  si absorbe todos los discos de Banach.
Si {\displaystyle X} es localmente convexo y de Hausdorff, entonces un disco es infrabornívoro si y solo si absorbe todos los discos compactos.
Un espacio localmente convexo se denomina ultrabornológico si se cumple alguna de las siguientes condiciones equivalentes:
1. Cada disco infrabornívoro es una entorno del origen.
2. {\displaystyle X} es el límite inductivo de los espacios {\displaystyle X_{D}}, ya que {\displaystyle D} varía en todos los discos compactos en {\displaystyle X.}
3. Una seminorma en {\displaystyle X} que está limitada en cada disco de Banach es necesariamente continua.
4. Para cada espacio localmente convexo {\displaystyle Y} y cada aplicación lineal {\displaystyle u:X\to Y,} si {\displaystyle u} está acotado en cada disco de Banach, entonces {\displaystyle u} es continua.
5. Para cada espacio de Banach {\displaystyle Y} y cada aplicación lineal {\displaystyle u:X\to Y,} si {\displaystyle u} está acotada en cada disco de Banach, entonces {\displaystyle u} es continua.

### Propiedades
El producto finito de espacios ultrabornológicos es ultrabornológico. Los límites inductivos de los espacios ultrabornológicos son ultrabornológicos.